# Peter Gustaaf Swanborn
Peter Gustaaf Swanborn (Heerlen, 1935) is een Nederlands socioloog en emeritus-hoogleraar methoden en technieken van het sociaal-wetenschappelijk onderzoek aan de Universiteit Utrecht en de Universiteit van Amsterdam.

## Biografie
Peter Swanborn studeerde en promoveerde in 1973 aan de Universiteit van Utrecht op het proefschrift Variabelen en hun meting : een onderzoek naar de "variate language" in de sociologie en naar de aard van de meting van variabelen.
Nadien werkte hij bij het Sociologisch Instituut van de N.H.Kerk en bij het Sociologisch Instituut van de Universiteit van Utrecht. Hij werd hoogleraar methodenleer aan de Universiteit Utrecht en later ook aan de Universiteit van Amsterdam. Hier ging hij in 1997 met emeritaat. Verder was hij verbonden met de Open Universiteit en de Katholieke Universiteit van Brussel. In de perioden 1978/79 en 1996/97 was hij als fellow verbonden aan het NIAS van de KNAW.
Tijdens zijn loopbaan was hij ook voorzitter van de Sectie Sociologie van de Academische Raad, en later nam hij, als lid of als voorzitter, deel aan diverse VSNU- en QANU-commissies op het gebied van externe kwaliteitszorg, en heeft hij deelgenomen aan visitaties in Vlaanderen en Duitsland.

## Publicaties
Swanborn publiceerde een aantal boeken op het gebied van methodologie van sociaal-wetenschappelijk onderzoek, en vele artikelen. Een selectie:
- 1971. Aspecten van sociologisch onderzoek, Meppel: Boom, 1971.
- 1973. Variabelen en hun meting, Meppel: Boom, 1973.
- 1981. Methoden van sociaal wetenschappelijk onderzoek, Meppel: Boom, 1981.
- 1981. Sociologische grondbegrippen, Utrecht: Het Spectrum, 1981.
- 1982. Schaaltechnieken : theorie en praktijk van acht eenvoudige procedures, Meppel: Boom, 1982.
- 1997. Case study's: wat, wanneer en hoe?, Amsterdam: Boom, 1997.
- 1999. Evalueren. Het ontwerpen, begeleiden en evalueren van interventies: een methodische basis voor evaluatie-onderzoek. Amsterdam: Boom, 1999.
- 2000. Basisboek Sociaal Onderzoek, Amsterdam: Boom, 2010 (vijfde druk).
- 2009. "Research methods: the Basics", The Hague: Boom.
- 2010. "Case Study Research", London: Sage.

## Publicaties over Swanborn
- J.L. Peschar, 'Bespreking van: P.G. Swanborn, Methoden van sociaal wetenschappelijk onderzoek, Boom, Meppel 1981', in: Mens & Maatschappij 57, 1982: 203-204.